# حسین‌آباد علم خان
حسین‌آباد علم خان، روستایی در دهستان فهرج بخش مرکزی شهرستان فهرج در استان کرمان ایران است.

## جمعیت
بر پایه سرشماری عمومی نفوس و مسکن در سال ۱۳۹۵، جمعیت این روستا برابر با ۲٬۲۳۷ نفر (۴۶۵ خانوار) بوده‌است.